# Bürchen
Bürchen est une commune suisse du canton du Valais, située dans le demi-district de Rarogne occidental.

## Géographie
La commune de Bürchen se situe dans le demi-district de Rarogne occidental, dans le canton du Valais, sur une terrasse surplombant la rive gauche de la vallée du Rhône.
Le territoire de Bürchen s'étend sur 13,45 km2. Lors du relevé de 2013-2018, les surfaces d'habitations et d'infrastructures représentaient 5,8 % de sa superficie, les surfaces agricoles 24,5 %, les surfaces boisées 57,4 % et les surfaces improductives 12,3 %.

## Toponymie
Le nom de la commune est attesté en 1307 sous la forme « ze Birke », en 1363 comme « Birkonberg », en 1441 comme « Birchen » et en 1755 comme « Betula ». Le nom « Bürchen » vient du suisse allemand « Birch » signifiant « bouleau » (en ancien haut allemand : « birka »). L'origine du nom se trouve dans « bein den Birken » (« chez les bouleaux »), une forme plurielle au datif.

## Histoire
Le territoire de Bürchen est colonisé par les Alamans au IXe ou Xe siècle. Dès le XIe siècle, le chapitre de Sion possède des droits de dîme dans le centre d'une région formée des trois hameaux principaux de Mauracker, Zenhäusern et Achru, en grande partie possessions d'alleutiers. Par des défrichements menés du Xe au XIIe siècle, ce noyau compte sept manses qui payent des redevances au vidomne épiscopal (reconnaissances vers 1280). Bürchen fait partie du vidomnat de Rarogne, qui passe de la famille de ce nom aux Chevron au XIVe siècle et à la paroisse de Rarogne en 1538. Bürchen formait avec Unterbäch, Ausserberg et Rarogne la grande paroisse de Rarogne. Une filiale Unterbäch-Bürchen est créée en 1554 par le pape Jules III. Bürchen institue un rectorat en 1853 et est érigé en paroisse en 1879 ; des chapelles, un chemin de croix des XVIIe, XVIIIe et XXe siècles, une nouvelle église en 1963 font l'attrait du site. La séparation d'avec Rarogne entraîne la transformation en commune politique de l'ancienne communauté ; celle-ci avait reçu des statuts en 1345, 1363 et 1513 (ce dernier appelé Bauernzunft). En 1950 encore, Bürchen est une commune purement agricole, avec étagement des activités (agriculture, élevage, viticulture dans la vallée) ; en 1990 par contre, seule une personne travaille à plein temps dans le secteur primaire. La route Viège-Bürchen (construite entre 1930 et 1934) et la ligne de cars postaux facilitent l'accès aux emplois dans la vallée (usines Lonza) et le développement du tourisme dès les années 1960.

## Démographie

### Évolution de la population
Bürchen compte 750 habitants au 31 décembre 2022 pour une densité de population de 56 hab/km2. Sur la période 2010-2019, sa population a augmenté de 2,2 % (canton : 10,5 % ; Suisse : 9,4 %).  

### Pyramide des âges
En 2020, le taux de personnes de moins de 30 ans s'élève à 25,5 %, au-dessous de la valeur cantonale (31,7 %). Le taux de personnes de plus de 60 ans est quant à lui de 34,2 %, alors qu'il est de 26,6 % au niveau cantonal.
La même année, la commune compte 381 hommes pour 371 femmes, soit un taux de 50,7 % d'hommes, supérieur à celui du canton (49,6 %).
| Hommes | Classe d’âge | Femmes |
| ------ | ------------ | ------ |
| 0,5    | 90 ans ou +  | 3,0    |
| 7,6    | 75 à 89 ans  | 11,6   |
| 23,9   | 60 à 74 ans  | 21,8   |
| 23,6   | 45 à 59 ans  | 24,3   |
| 17,8   | 30 à 44 ans  | 14,8   |
| 15,7   | 15 à 29 ans  | 14,3   |
| 10,8   | - de 14 ans  | 10,2   |

| Hommes | Classe d’âge | Femmes |
| ------ | ------------ | ------ |
| 0,5    | 90 ans ou +  | 1,2    |
| 7,5    | 75 à 89 ans  | 9,4    |
| 16,8   | 60 à 74 ans  | 17,7   |
| 22,2   | 45 à 59 ans  | 21,7   |
| 20,3   | 30 à 44 ans  | 19,4   |
| 17,7   | 15 à 29 ans  | 16,6   |
| 14,9   | - de 14 ans  | 14,1   |

## Culture et patrimoine

### Personnalités
- Ramon Zenhäusern, skieur alpin double médaillé olympique.

### Héraldique
| Blason | Blasonnement : « D'azur à trois étoiles à six rais d'or. » |

Les armoiries de Bürchen sont officialisées en 1927. Elles sont alors reprises d'un ancien drapeau communal. Elles sont attestées au XVIIIe et XIXe siècles avec les étoiles inversées (deux en bas, une en haut).